# Parasynatops championi
Parasynatops championi es una especie de coleóptero de la familia Attelabidae.

## Distribución geográfica
Habita en China, India y Birmania.